# 24318 Vivianlee
24318 Vivianlee è un asteroide della fascia principale. Scoperto nel 2000, presenta un'orbita caratterizzata da un semiasse maggiore pari a 2,4281196 UA e da un'eccentricità di 0,1828130, inclinata di 1,96232° rispetto all'eclittica.